# Crypsimaga
Crypsimaga là một chi bướm đêm thuộc họ Gelechiidae.